# ノッチャーノ
ノッチャーノ（イタリア語: Nocciano）は、イタリア共和国アブルッツォ州ペスカーラ県にある、人口約1,800人の基礎自治体（コムーネ）。

## 地理

### 位置・広がり

#### 隣接コムーネ
隣接するコムーネは以下の通り。
- アランノ
- カティニャーノ
- クーニョリ
- ピアネッラ
- ロシャーノ

## 行政

### 分離集落
ノッチャーノには、以下の分離集落（フラツィオーネ）がある。
- Casali, Cerasa, Colle Maggio, Collina, Fonteschiavo, Prato San Lorenzo